# Selsawet Atales

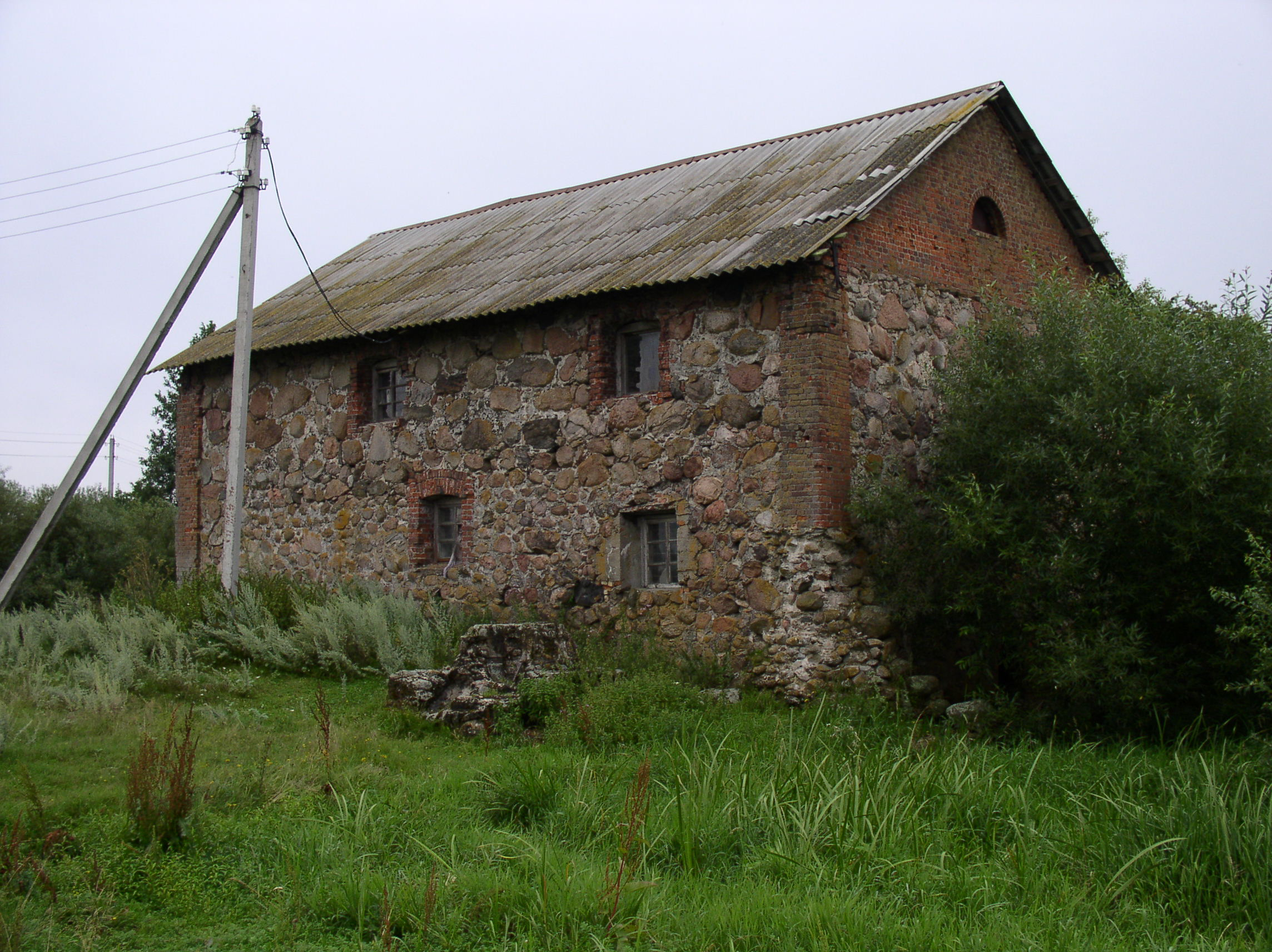
Schukau Barok, Wassermühle

Der Selsawet Atales, Atalesski Selsawet (belarussisch Аталезскі сельсавет; russisch Аталезский сельсовет) ist eine Verwaltungseinheit im Rajon Stoubzy in der Minskaja Woblasz in Belarus. Das Zentrum des Selsawets ist das Dorf Atales. Atalesski Selsawet umfasst acht Dörfer und einen Weiler und liegt im Norden des Rajons Stoubzy.
Das Zentrum Atales liegt ca. 80 km von der Hauptstadt Minsk entfernt. Das Territorium des Selsawets Atales wird vom Fluss Memel überquert, in den in dieser Region der Sula mündet.